# Nghiện ăn uống

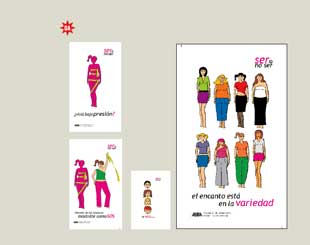
Nghiên ăn uống

Nghiện thực phẩm hoặc nghiện ăn uống là một chứng nghiện hành vi được đặc trưng bởi sự tiêu thụ bắt buộc của thực phẩm ngon miệng (thực phẩm có chất béo cao và đường cao); kích hoạt rõ rệt hệ thống phần thưởng ở người và các động vật khác bất chấp hậu quả bất lợi.
Sự phụ thuộc tâm lý cũng đã được quan sát thấy với sự xuất hiện của các triệu chứng cai khi tiêu thụ những thực phẩm này dừng lại bằng cách thay thế bằng thực phẩm ít đường và chất béo. Bởi vì hành vi gây nghiện này không phải là sinh học, người ta không thể phát triển một đặc điểm mã hóa cho chứng rối loạn ăn uống, vì vậy các chuyên gia giải quyết vấn đề này bằng cách cung cấp liệu pháp hành vi  và bằng cách đặt một loạt câu hỏi gọi là bảng câu hỏi YFAS, một tiêu chí chẩn đoán phụ thuộc vào chất.
Thực phẩm có đường và chất béo cao đã được chứng minh là làm tăng biểu hiện của ΔFosB, một dấu ấn sinh học gây nghiện, trong các tế bào thần kinh gai trung bình loại D1 của hạt nhân accumbens; tuy nhiên, có rất ít nghiên cứu về độ dẻo của khớp thần kinh trong nghiện ăn uống, một hiện tượng được biết là do sự biểu hiện quá mức của ΔFosB.

## Miêu tả
"Nghiện thực phẩm" đề cập đến những người nghiện ăn uống không cưỡng lại được, những người thường xuyên tham gia vào các giai đoạn ăn uống không kiểm soát (ăn liên tục). Thuật ngữ ăn liên tục/ăn say sưa có nghĩa là ăn một lượng thức ăn không lành mạnh trong khi cảm thấy mình bị mất kiểm soát. Lúc đầu, nghiện thức ăn xuất hiện dưới dạng thèm khát, vì vậy một người tự nhiên bị bắt gặp không biết khi đột nhiên họ thấy rằng họ không thể đối phó mà không có cảm giác thèm. Hành vi của người đó sau đó bắt đầu thay đổi khi nhu cầu về thực phẩm không được đáp ứng, trong đó khi sự thôi thúc được đáp ứng, việc ăn uống say sưa, béo phì và chứng cuồng ăn có thể dẫn đến hậu quả. Để chỉ ra điều này, một nghiên cứu được thực hiện bởi Sara Parylak và các đồng nghiệp của cô trên tạp chí sinh lý học và hành vi cho thấy các mô hình động vật được tiếp cận với thức ăn miễn phí trở nên vô cảm hơn sau khi thức ăn bị lấy đi do các kích thích giống như gây bệnh tạo ra kích thích ăn nhiều thức ăn hơn nữa. Loại hành vi này cho thấy nghiện thực phẩm không chỉ là vấn đề tự kiểm soát mà còn đi sâu hơn thế, đó là cơ thể kiểm soát một người đến mức cá nhân không nói gì về cơ thể của họ bất chấp tất cả hậu quả có thể đến từ việc ăn quá nhiều. Những người tham gia ăn uống say sưa có thể cảm thấy điên cuồng, và tiêu thụ một lượng lớn calo trước khi dừng lại. Thực phẩm có thể được theo sau bởi cảm giác tội lỗi và trầm cảm; chẳng hạn, một số người sẽ hủy kế hoạch cho ngày hôm sau vì họ "cảm thấy béo". Ăn liên tục cũng có ảnh hưởng đến sức khỏe thể chất, do ăn quá nhiều chất béo và đường, có thể gây ra nhiều vấn đề sức khỏe.
Không giống như những người mắc chứng háu ăn, những người mặc nghiện ăn mang tính cưỡng bức không cố gắng bù đắp cho sự nhàm chán của họ bằng các hành vi thanh trừng, chẳng hạn như nhịn ăn, sử dụng thuốc nhuận tràng hoặc nôn mửa. Khi những người nghiện ăn quá mức bắt buộc ăn quá nhiều thông qua ăn uống say sưa và trải nghiệm cảm giác tội lỗi sau khi ăn, họ có thể được cho là mắc chứng rối loạn ăn uống quá mức (Binge eating disorder).